# 克雷格·麦克莱恩
克雷格·麦克莱恩（英語：Craig MacLean，1971年7月31日—），英国男子自行车运动员。他曾代表英国参加2000年和2004年夏季奥林匹克运动会自行车比赛，其中2000年奥运会获得一枚银牌。